# Mälaren
Il Mälaren è il terzo più grande lago della Svezia, dopo i laghi Vänern e Vättern. La sua area è di 1140 km² e la maggiore profondità di 64 m. Il lago è vicino alle sponde del mar Baltico, col quale comunica in corrispondenza di Stoccolma attraverso il Södertälje kanal, Norrström, Slussen e Hammarbyslussen. La baia più orientale del Mälaren, nel centro della capitale, si chiama Riddarfjärden. Il lago è situato in Svealand e circondato dalle province di Uppland, Södermanland, Närke, e Västmanland. Le sue due maggiori isole sono Selaön (91 km²) e Svartsjölandet (79 km²).

## Geografia
Alla fine dell'ultima era glaciale, circa 11000 anni fa, i ghiacciai che ricoprivano una larga parte del Nord Europa si sciolsero e ciò comportò una diminuzione della pressione sul suolo che portò al rimbalzo post-glaciale. Questo fenomeno interessò il Mälaren in maniera molto lenta: basti pensare che nell'età vichinga (dal IX all'XI secolo circa) il lago era ancora una baia del Baltico, quindi mare a tutti gli effetti. I knarr, le navi mercantili, e tutte le altre navi entravano nel lago soprattutto sfruttando il canale di Södertälje, ma attorno al 1200 il rimbalzo post-glaciale si completò e la baia divenne definitivamente un lago. È probabile che Birka, la città principale in quel periodo, abbia subito le conseguenze di questa trasformazione ed il suo declino sia da attribuire ad essa. 
Nel lago ci sono tantissime isolette. Quelle che non arrivano ad un ettaro sono circa 7800. La profondità media del lago è di 10 metri, e la profondità più grande misurata è di 64 metri, nelle vicinanze di Adelsö.
| Isole maggiori | Maggiori città che si affacciano sul lago |
| --- | --- |
| Adelsö Aspön Björkö Ekerön Helgö Kungsholmen (Stoccolma) Kurön Lilla Essingen (Stoccolma) Lovön Munsön Ridön (Västmanland) Ridön (Södermanland) Selaön Stora Essingen (Stoccolma) Svartsjölandet Tosterön | Galten Blacken Långtarmen Freden Västeråsfjärden Granfjärden Oknöfjärden Gripsholm Prästfjärden Ekoln Bålsta Köping Kungsängen Kungsör Mariefred Stoccolma Strängnäs Södertälje Torshälla Uppsala Västerås |

## Mitologia

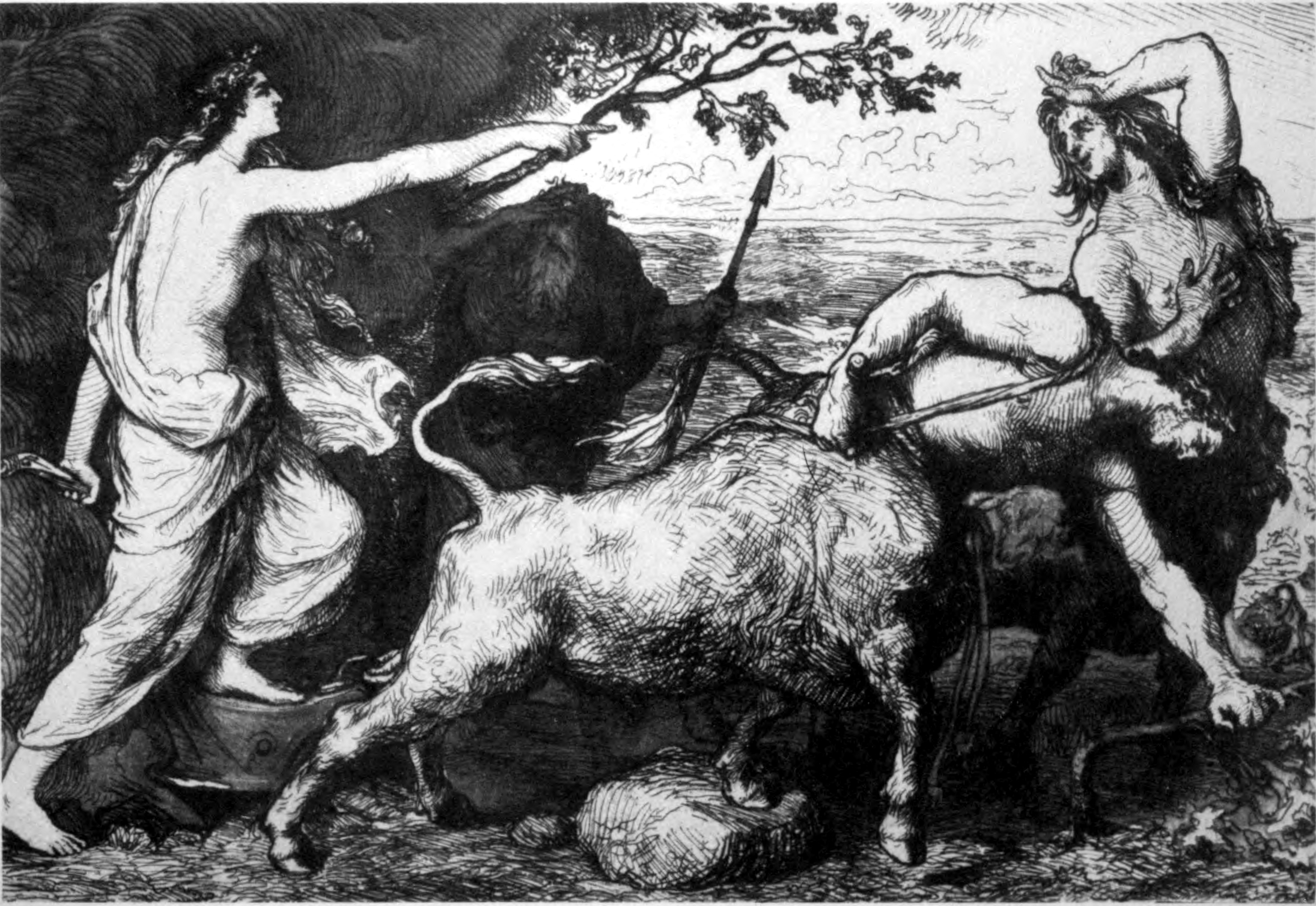
Gefjun e re Gylfi

L'Edda in prosa di Snorri Sturluson fornisce una spiegazione mitologica della formazione del lago Mälaren. Nella Gylfaginning racconta di un re, di nome Gylfi, che un giorno diede ad una giullaressa, come compenso per il suo intrattenimento, tanta terra quanta ne potessero arare in un giorno e in una notte quattro buoi. Tuttavia questa giullaressa, Gefjun, era una dea degli Æsir e dopo aver preso quattro buoi da Jǫtunheimr arò la terra che Gylfi le aveva donato scavando così tanto il solco che "quella terra si staccò ed i buoi la trassero sul mare verso ovest e si fermarono in uno stretto. E dove prima era questa terra che si era staccata ci fu poi acqua, ed ora in Svezia è chiamato il Lago". Questo lago è proprio il Mälaren. Tuttavia nella strofa successiva lo stesso Snorri specifica che in quel luogo si trovano le insenature di Sælund, cioè la Selandia danese. Quindi il riferimento originario del mito probabilmente era al lago Vänern, non al Mälaren.

## Mälardalen
Con questo nome si indica la regione che gravita intorno al lago Mälaren. Letteralmente significa "la valle del Mälar". Non si tratta di una zona ben definita, ma nel corso della storia ha fatto parte di più province (Uppland, Södermanland, Västmanland, and Närke), mentre oggi è condivisa dalle contee di Stoccolma, Uppsala, Södermanland, Örebro e Västmanland.
Nonostante questo, in Svezia esiste una nozione ben definita del Mälardalen, intesa come regione con caratteristiche proprie.